# Estación de Manacor
Manacor es una estación ferroviaria situada en el municipio español homónimo en la isla de Mallorca. En ella concluye el recorrido de la línea T3 de Servicios Ferroviarios de Mallorca (SFM).

## Situación ferroviaria
La estación, de carácter terminal, se encuentra en punto kilométrico 63,754 de la línea férrea de ancho métrico de Palma a Manacor, a 72 metros de altitud El tramo es de vía única y está electrificado a 1500 V en CC. Históricamente perteneció a la línea, parcialmente desmantelada, de Palma a Artá con ramales a Felanich, La Puebla y Alaró.

## Historia

### Primeros años
La estación fue inaugurada el 19 de abril de 1879 con la puesta en marcha del tramo Sinéu – Manacor en la línea actual de Palma de Mallorca - Manacor. Su explotación inicial quedó a cargo de la Compañía de los Ferrocarriles de Mallorca, constituida el 30 de abril de  1876, quien también se hizo con la línea Inca - La Puebla en 1878 y con la totalidad de la red ferroviaria mallorquina a excepción del Ferrocarril de Sóller. Inicialmente el ancho de la vía era de tres pies (914 mm).
El 15 de enero de 1885 se aprobó el proyecto de unir la estación con Felanich mediante un trazado de 12,54 km, aunque las obras quedaron paralizadas en 1892, descartando definitivamente el proyecto. En 1886 la prensa aún contemplaba el proyecto como exitoso.
En 1916 se iniciaron los trabajos para la ampliación de la línea Palma-Manacor. Finalmente, el 29 de marzo de 1921 se amplió la red con la apertura de la sección entre Manacor y Son Servera, ampliándose a su vez hasta Artá el 16 de junio de 1921. A este tramo se le conoció como Ferrocarril secundario Manacor - Artá. Ambos tramos, de 30,35 km en total, fueron inaugurados previamente el 20 de marzo de 1921. Finalmente, se descartó la proyectada prolongación hasta Capdepera y Cala Ratjada. Al dejar la estación de ser terminal, se buscó salida a las vías por el actual Paseo del Ferrocarril de Manacor, debiendo retirar las vías 50 metros más al norte y alejando el edificio de viajeros del tendido ferroviario. 
En 1941, al no ser la línea de ancho ibérico, la estación no fue nacionalizada y transferida a la recién creada RENFE, sino que pudo conservar su autonomía, al menos durante una década.

### Bajo EFE y FEVE
El 1 de agosto de 1951 las líneas de los Ferrocarriles de Mallorca se nacionalizan y pasan a ser gestionados por Explotación de Ferrocarriles por el Estado (EFE). El patrimonio ferroviario de Ferrocarriles de Mallorca quedó incorporado definitivamente al estado en 1959. EFE inició un proceso de sustitución de la tracción vapor por diésel, que supuso la eliminación de la tracción a vapor, cuyo último servicio aconteció el 12 de diciembre de 1964.
Sin embargo, con la creación de FEVE la explotación quedó a cargo de nueva compañía estatal en 1964.
El 20 de junio de 1977 fue clausurado el tramo Empalme-Manacor-Artá (y con ello esta estación), debido a un accidente en un paso a nivel en Petra. El cierre, que iba a ser temporal, se convirtió en definitivo. alegándose falta de rentabilidad económica.

### Bajo SFM
El 31 de marzo de 1994 la gestión de FEVE se traspasa al gobierno balear, por medio de los Serveis Ferroviaris de Mallorca (SFM) fundados el 14 de enero de ese mismo año, que explota un total de 77 kilómetros de vías en ancho métrico.
En 2001 el Gobierno de las Islas Baleares inició las obras de reapertura, ya en ancho métrico, del tren a Manacor, ciudad que volvió a ver llegar al ferrocarril en mayo de 2003. Se iniciaron las obras de una posible reapertura de la línea hasta Artá, pero en 2011 se pararon las obras y finalmente en 2013 se canceló definitivamente el proyecto estando las obras sin concluir. El 8 de enero de 2019 llegó el primer tren eléctrico a la estación. Hasta esa fecha los viajeros que quisieran ir de Manacor a Inca debían hacer trasbordo en la estación de Empalme.

## La estación
El edificio de viajeros de Manacor es distinto al del resto de la red ferroviaria de la isla. Está formado por tres cuerpos, el central de dos plantas y los laterales de una sola. El central tiene tres vanos por costado y planta, estando cubierto por un tejado a cuatro aguas. La decoración, al igual que las originales de la línea, es bastante austera y realizada en piedra del lugar. La entrada central está coronada por un arco de medio punto, siendo el resto de vanos adintelados.
Al estar pensada inicialmente como cabecera de línea, la estación dispuso de elementos no habituales en otras estaciones. Se instaló una plataforma giratoria y dos aguadas. Una de las aguadas servía para las máquinas que rendían su viaje a Manacor desde Palma. Otra aguada, más modesta, consistía en un pequeño depósito elevado. De este modo, se permitía que los trenes que venían de Artá pudieran hacer aguada sin pasar a vía derivada. La estación dispone de tres vías, la general y dos derivadas a la izquierda (todas ellas en toperas) y dos andenes que sirven la vía directa 1 y las vías derivadas 2-3, respectivamente.  En la estación, las vías están encastradas en un firme de hormigón y no sobre balasto. El andén de la vía 1 dispone de una marquesina acristalada para cobijar a los viajeros. El acceso al andén de la vía 1 se realiza a través de un pórtico que acoge las barreras tarifarias. Los billetes se venden en el edificio de viajeros, que se conserva su aspecto exterior y queda un poco alejado a la derecha de las vías.
Dispone de zonas verdes en el espacio entre el edificio de viajeros y el acceso a andenes. También el ala izquierda del edificio de viajeros (visto desde el exterior) se usa como cafetería. Una pequeña estación de autobuses se encuentra junto a la estación ferroviaria. En la planta superior alberga, desde el 8 de mayo de 2006, un museo ferroviario.

## Servicios ferroviarios
La estación forma parte de las líneas de la red de Servicios Ferroviarios de Mallorca siendo terminal de la T3. El servicio se presta con trenes eléctricos de la serie 81 de SFM, fabricados por CAF.
El horario de frecuencias de la estación puede consultarse en la siguiente página. En general, hay una frecuencia mínima de cuarenta minutos hacia Palma en laborables, hasta un tren cada hora hacia Palma en sábados y festivos. Los tiempos de paso aumentan en los últimos trenes, pudiendo llegarse a superar la hora.
| procedencia/destino | < estación | Línea | estación > | destino/procedencia |
| ------------------- | ---------- | ----- | ---------- | ------------------- |
| Palma de Mallorca   | Petra      |       | Terminal   | Terminal            |